# 기옌

1477년 프랑스의 지도. 기옌은 프랑스 왕령지였다

1733년 기옌과 가스코뉴의 지도

기옌(프랑스어: Guyenne, Guienne, 오크어: Guiana)은 로마의 갈리아 아퀴타니아 속주와 보르도 교구에 대략적으로 일치하는 프랑스의 옛 프로뱅스이다.
"기옌"이라는 명칭은 아퀴타니아 (Aquitania)의 민중들의 변형으로부터 온 것이다. 12세기에 가스코뉴와 함께 아키텐 공국을 형성하며, 아키텐 여공작 엘레오노르가 헨리 2세에게 혼인하면서 잉글랜드의 국왕에게 넘어갔다. 13세기 필리프 2세, 루이 8세, 루이 9세의 정복을 통해, 파리 조약으로 제한적인 좁은 영역으로 한정되었다. 이 시점에서 기옌은 아키텐으로부터 분리되었다. 그때는 보르들레 (보르도의 옛 백작령), 바자데, 페리고르의 일부, 리무쟁, 케르시, 루에르그, 1279년에 필리프 3세가 에드워드 1세에게 넘긴 아주네로 이뤄졌다. 가스코뉴와는 여전히 통합된 상태지만, 샤랑트에서 피레네까지 뻗어있는 공작령을 형성했다. 이 공작령은 프랑스 왕을 향한 오마주의 조건으로 있는 봉토였고, 1296년과 1324년에 두 차례 프랑스 왕이 몰수한 적이 있다.
브레티니 조약 (1360년)에서 에드워드 3세는 오니, 생토뉴, 앙구무아, 푸아투 지역들과 함께 기옌 공작령에 대한 완전한 지배권을 얻었다. 베르트랑 뒤 게클랭과 푸아 백작 가스통 3세의 승리로 곧 프랑스의 영토로 회복되어, 13세기 공작령의 영역이 제한되었다. 1451년 샤를 7세에 의해 마침내 정복되어 프랑스 왕령지로 통합되었다. 1469년 루이 11세는 샹파뉴와 브리에 대한 대가로 기옌을 그의 형제 베리 공작 샤를에게 주었고, 샤를이 1472년에 사망하고 나서 왕령지로 다시 회수했다.
그때부터 기옌은 프랑스 중앙 정부의 통치를 받았고, 17세기부터는 가스코뉴와 통합되어 관리를 받았다. 기옌과 가스코뉴 정부 (Guienne et Gascogne)는 보르도를 중심 도시로 두었고, 앙시앵 레짐이 끝날 때 (1792년)까지 지속되었다. 프랑스 혁명 시기 기옌에 세워진 데파르망에는 지롱드, 로트에가론, 도르도뉴, 로트, 아베롱, 타른에가론의 일부로 구성됐다.